# Desmodora microchaeta
Desmodora microchaeta är en rundmaskart som beskrevs av Allgen 1929. Desmodora microchaeta ingår i släktet Desmodora och familjen Desmodoridae. Arten är reproducerande i Sverige. Inga underarter finns listade i Catalogue of Life.